# Liste der Auszeichnungen der Star-Trek-Fernsehserien
Dieser Artikel listet die Prämierungen und Nominierungen auf, die die Star-Trek-Fernsehserien erhalten haben.

## Raumschiff Enterprise

### Primetime Emmy Awards
| Jahr | Kategorie                                                            | Episode                     | Person                                                     | Resultat  |
| ---- | -------------------------------------------------------------------- | --------------------------- | ---------------------------------------------------------- | --------- |
| 1967 | Beste Dramaserie                                                     |                             | Gene Roddenberry, Gene L. Coon                             | Nominiert |
| 1967 | Bester Nebenschauspieler                                             |                             | Leonard Nimoy                                              | Nominiert |
| 1967 | Beste Leistung in Künstlerischer Leitung und zugehörigen Arbeiten    |                             | Jim Rugg                                                   | Nominiert |
| 1967 | Beste Kamera                                                         |                             | Joseph F. Westheimer, Darrell A. Anderson, Linwood G. Dunn | Nominiert |
| 1967 | Beste Leistung in Film- und Tonschnitt                               |                             | Douglas Grindstaff                                         | Nominiert |
| 1968 | Beste Dramaserie                                                     |                             | Gene Roddenberry                                           | Nominiert |
| 1968 | Bester Nebenschauspieler                                             |                             | Leonard Nimoy                                              | Nominiert |
| 1968 | Beste Leistung im Filmschnitt                                        | Planeten-Killer             | Donald R. Rode                                             | Nominiert |
| 1968 | Spezial-Klassifikation in Einzelleistung für photographische Effekte | Metamorphose                |                                                            | Nominiert |
| 1969 | Bester Nebenschauspieler                                             |                             | Leonard Nimoy                                              | Nominiert |
| 1969 | Bester Gastschauspieler                                              |                             | Frank Gorshin                                              | Nominiert |
| 1969 | Beste Leistung in Künstlerischer Leitung und Szenendesign            | Portal in die Vergangenheit | John Dwyer, Walter M. Jeffries                             | Nominiert |
| 1969 | Beste Leistung in Filmschnitt                                        | Ein Planet, genannt Erde    | Donald R. Rode                                             | Nominiert |
| 1969 | Spezial-Klassifikation für photographische Effekte                   | Das Spinnennetz             |                                                            | Nominiert |

### Andere Preise
| Preis                                              | Jahr | Kategorie                                                   | Episode                  | Person                            | Resultat  |
| -------------------------------------------------- | ---- | ----------------------------------------------------------- | ------------------------ | --------------------------------- | --------- |
| Goldene Kamera                                     | 1999 | Millennium Award                                            |                          | Nichelle Nichols                  | Gewonnen  |
| Hugo Award                                         | 1967 | Beste dramatische Präsentation                              | Talos IV – Tabu          |                                   | Gewonnen  |
| Hugo Award                                         | 1967 | Beste dramatische Präsentation                              | Pokerspiele              |                                   | Nominiert |
| Hugo Award                                         | 1967 | Beste dramatische Präsentation                              | Implosion in der Spirale |                                   | Nominiert |
| Hugo Award                                         | 1968 | Beste dramatische Präsentation                              | Griff in die Geschichte  |                                   | Gewonnen  |
| Hugo Award                                         | 1968 | Beste dramatische Präsentation                              | Weltraumfieber           |                                   | Nominiert |
| Hugo Award                                         | 1968 | Beste dramatische Präsentation                              | Planeten-Killer          |                                   | Nominiert |
| Hugo Award                                         | 1968 | Beste dramatische Präsentation                              | Ein Parallel-Universum   |                                   | Nominiert |
| Hugo Award                                         | 1968 | Beste dramatische Präsentation                              | Kennen Sie Tribbles?     |                                   | Nominiert |
| International Film Music Critics Association Award | 2012 | Beste Archiv-Veröffentlichung einer existierenden Filmmusik |                          |                                   | Nominiert |
| Saturn Award                                       | 2005 | Beste DVD-Veröffentlichung Retro-Fernsehen                  |                          |                                   | Gewonnen  |
| Television Critics Association Award               | 2009 | Heritage Award                                              |                          |                                   | Nominiert |
| Television Critics Association Award               | 2012 | Heritage Award                                              |                          |                                   | Nominiert |
| Television Critics Association Award               | 2013 | Heritage Award                                              |                          |                                   | Nominiert |
| Television Critics Association Award               | 2014 | Heritage Award                                              |                          |                                   | Nominiert |
| TV Land Award                                      | 2003 | Pop Culture Award                                           |                          |                                   | Gewonnen  |
| TV Land Award                                      | 2006 | Denkwürdigster Kuss                                         |                          | William Shatner, Nichelle Nichols | Nominiert |
| TV Land Award                                      | 2007 | TV Moment That Became Headline News                         |                          | William Shatner, Nichelle Nichols | Nominiert |
| TV Land Award                                      | 2008 | Großartigste Gadgets                                        |                          |                                   | Nominiert |
| TV Guide Award                                     | 2013 | Lieblings-klassisches Fernsehen                             |                          |                                   | Gewonnen  |
| Writers Guild of America Award                     | 1968 | Episodisches Drama                                          | Griff in die Geschichte  | Harlan Ellison                    | Gewonnen  |
| Writers Guild of America Award                     | 1968 | Episodisches Drama                                          | Landru und die Ewigkeit  | Boris Sobelman, Gene Roddenberry  | Nominiert |
| Writers Guild of America Award                     | 1969 | Episodisches Drama                                          | Geist sucht Körper       | John T. Dugan                     | Nominiert |

## Die Enterprise
| Preis              | Jahr | Kategorie                                           | Person                      | Resultat  |
| ------------------ | ---- | --------------------------------------------------- | --------------------------- | --------- |
| Daytime Emmy Award | 1974 | Beste Kinder-Unterhaltungsserie                     | Lou Scheimer, Norm Prescott | Nominiert |
| Daytime Emmy Award | 1975 | Beste Kinder-Unterhaltungsserie                     | Lou Scheimer, Norm Prescott | Gewonnen  |
| Saturn Award       | 2007 | Beste DVD-Veröffentlichung einer Retro-Fernsehserie |                             | Nominiert |

## Raumschiff Enterprise – Das nächste Jahrhundert

### Primetime Emmy Awards
| Jahr | Kategorie                                                                             | Episode                                 | Preisträger         | Resultat  |
| ---- | ------------------------------------------------------------------------------------- | --------------------------------------- | ------------------- | --------- |
| 1988 | Beste Leistung im Make-up für eine Serie                                              | Prüfungen                               |                     | Nominiert |
| 1988 | Beste Leistung in der Frisur für eine Serie                                           | Die Frau seiner Träume                  | Richard Sabre       | Nominiert |
| 1988 | Beste Kamera für eine Serie                                                           | Der große Abschied                      | Edward R. Brown     | Nominiert |
| 1988 | Beste Tonmischung für eine Dramaserie                                                 | Der Reisende                            |                     | Nominiert |
| 1988 | Bester Tonschnitt für eine Serie                                                      | 11001001                                |                     | Gewonnen  |
| 1988 | Beste Leistung im Make-up für eine Serie                                              | Die Verschwörung                        |                     | Gewonnen  |
| 1988 | Bestes Kostümdesign für eine Serie                                                    | Der große Abschied                      | William Ware Theiss | Gewonnen  |
| 1989 | Beste Leistung im Make-up für eine Serie                                              | Der Austauschoffizier                   |                     | Nominiert |
| 1989 | Beste künstlerische Leitung für eine Serie                                            | Sherlock Data Holmes                    |                     | Nominiert |
| 1989 | Bestes Kostümdesign für eine Serie                                                    | Sherlock Data Holmes                    |                     | Nominiert |
| 1989 | Beste Leistung in visuellen Spezialeffekten                                           | Zeitsprung mit Q                        |                     | Nominiert |
| 1989 | Beste Leistung in der Musikkomposition für eine Serie (Dramatischer Underscore)       | Das Kind                                | Dennis McCarthy     | Nominiert |
| 1989 | Beste Leistung in der Frisur für eine Serie                                           | Die jungen Greise                       |                     | Nominiert |
| 1989 | Bester Tonschnitt für eine Serie                                                      | Zeitsprung mit Q                        |                     | Gewonnen  |
| 1989 | Beste Tonmischung für eine Dramaserie                                                 | Zeitsprung mit Q                        |                     | Gewonnen  |
| 1990 | Beste Leistung im Make-up für eine Serie                                              | Versuchskaninchen                       |                     | Nominiert |
| 1990 | Beste Leistung in visuellen Spezialeffekten                                           | Noch einmal Q                           |                     | Nominiert |
| 1990 | Bester Schnitt für eine Serie (Ein-Kamera-Produktion)                                 | Noch einmal Q                           | Robert Lederman     | Nominiert |
| 1990 | Beste Leistung in der Frisur für eine Serie                                           | Der schüchterne Reginald                |                     | Nominiert |
| 1990 | Beste Leistung in visuellen Spezialeffekten                                           | Der Telepath                            |                     | Nominiert |
| 1990 | Beste Leistung in der Musikkomposition für eine Serie (Dramatischer Underscore)       | Die alte Enterprise                     | Dennis McCarthy     | Nominiert |
| 1990 | Beste Tonmischung für eine Dramaserie                                                 | Die alte Enterprise                     |                     | Nominiert |
| 1990 | Beste künstlerische Leitung für eine Serie                                            | Die Sünden des Vaters                   |                     | Gewonnen  |
| 1990 | Bester Tonschnitt für eine Serie                                                      | Die alte Enterprise                     |                     | Gewonnen  |
| 1991 | Beste Leistung im Make-up für eine Serie                                              | Die ungleichen Brüder                   |                     | Nominiert |
| 1991 | Bestes Kostümdesign für eine Serie                                                    | Der Pakt mit dem Teufel                 | Robert Blackman     | Nominiert |
| 1991 | Beste Kamera für eine Serie                                                           | Familienbegegnung                       | Marvin V. Rush      | Nominiert |
| 1991 | Beste Leistung in der Musikkomposition für eine Serie (Dramatischer Underscore)       | Die Auflösung                           | Dennis McCarthy     | Nominiert |
| 1991 | Beste Leistung im Make-up für eine Serie                                              | Der unbekannte Schatten                 |                     | Nominiert |
| 1991 | Beste Leistung in visuellen Spezialeffekten                                           | In den Händen der Borg                  |                     | Nominiert |
| 1991 | Beste Leistung in visuellen Spezialeffekten                                           | Angriffsziel Erde                       |                     | Nominiert |
| 1991 | Beste künstlerische Leitung für eine Serie                                            | Angriffsziel Erde                       |                     | Nominiert |
| 1991 | Bester Tonschnitt für eine Serie                                                      | Angriffsziel Erde                       |                     | Gewonnen  |
| 1991 | Beste Tonmischung für eine Dramaserie                                                 | Angriffsziel Erde                       |                     | Gewonnen  |
| 1992 | Beste Einzelleistung in der Frisur für eine Serie                                     | Hochzeit mit Hindernissen               |                     | Nominiert |
| 1992 | Beste Einzelleistung im Tonschnitt für eine Serie                                     | Ungebetene Gäste                        |                     | Nominiert |
| 1992 | Beste Einzelleistung in der Tonmischung für eine Dramaserie                           | So nah und doch so fern                 |                     | Nominiert |
| 1992 | Beste Einzelleistung in der Musikkomposition für eine Serie (Dramatischer Underscore) | Wiedervereinigung? Teil I               | Dennis McCarthy     | Nominiert |
| 1992 | Beste Einzelleistung in der künstlerischen Leitung für eine Serie                     | Wiedervereinigung? Teil II              |                     | Nominiert |
| 1992 | Beste Einzelleistung in visuellen Spezialeffekten                                     | Der zeitreisende Historiker             |                     | Gewonnen  |
| 1992 | Beste Einzelleistung in visuellen Spezialeffekten                                     | Mission ohne Gedächtnis                 |                     | Gewonnen  |
| 1992 | Beste Einzelleistung im Kostümdesign für eine Serie                                   | Hochzeit mit Hindernissen               | Robert Blackman     | Gewonnen  |
| 1992 | Beste Einzelleistung im Make-up für eine Serie                                        | Hochzeit mit Hindernissen               |                     | Gewonnen  |
| 1993 | Beste Einzelleistung im Make-up für eine Serie                                        | Das zweite Leben                        |                     | Nominiert |
| 1993 | Beste Einzelleistung im Tonschnitt für eine Serie                                     | Gefahr aus dem 19. Jahrhundert, Teil II |                     | Nominiert |
| 1993 | Beste Einzelleistung in der Tonmischung für eine Dramaserie                           | Eine Handvoll Datas                     |                     | Gewonnen  |
| 1993 | Beste Einzelleistung im Kostümdesign für eine Serie                                   | Gefahr aus dem 19. Jahrhundert, Teil II | Robert Blackman     | Gewonnen  |
| 1993 | Beste Einzelleistung in der Frisur für eine Serie                                     | Gefahr aus dem 19. Jahrhundert, Teil II |                     | Gewonnen  |
| 1994 | Beste Einzelleistung im Kostümdesign für eine Serie                                   | Gestern, heute, morgen – Teile 1 und 2  |                     | Nominiert |
| 1994 | Beste Einzelleistung im Schnitt für eine Serie (Ein-Kamera-Produktion)                | Gestern, heute, morgen – Teile 1 und 2  |                     | Nominiert |
| 1994 | Beste Einzelleistung in der Musikkomposition für eine Serie (Dramatischer Underscore) | Gestern, heute, morgen – Teile 1 und 2  | Dennis McCarthy     | Nominiert |
| 1994 | Beste Frisur für eine Serie                                                           | Ritus des Aufsteigens                   |                     | Nominiert |
| 1994 | Beste Einzelleistung im Make-up für eine Serie                                        | Genesis                                 |                     | Nominiert |
| 1994 | Beste Einzelleistung im Tonschnitt für eine Serie                                     | Genesis                                 |                     | Nominiert |
| 1994 | Beste Einzelleistung in der künstlerischen Leitung für eine Serie                     | Radioaktiv                              |                     | Nominiert |
| 1994 | Beste Dramaserie                                                                      |                                         |                     | Nominiert |
| 1994 | Beste Einzelleistung in visuellen Spezialeffekten                                     | Gestern, heute, morgen – Teile 1 und 2  |                     | Gewonnen  |
| 1994 | Beste Einzelleistung in Tonmischung für eine Dramaserie                               | Genesis                                 |                     | Gewonnen  |

### Andere Preise
| Preis                          | Jahr | Kategorie                                                                 | Für Staffel / Episode                  | Für Person           | Resultat  |
| ------------------------------ | ---- | ------------------------------------------------------------------------- | -------------------------------------- | -------------------- | --------- |
| American Television Award      | 1993 | Bester Schauspieler in einer dramatischen Serie                           |                                        | Patrick Stewart      | Nominiert |
| ASCAP Award                    | 1995 | Beste Fernsehserie                                                        |                                        | Jay Chattaway        | Gewonnen  |
| ASCAP Award                    | 1995 | Beste Fernsehserie                                                        |                                        | Dennis McCarthy      | Gewonnen  |
| Cinema Audio Society Award     | 1994 | Beste Leistung in der Tonmischung fürs Fernsehen                          | Angriff Der Borg, Teil II              |                      | Gewonnen  |
| Cinema Audio Society Award     | 1995 | Beste Leistung in der Tonmischung für eine Fernsehserie                   | Genesis                                |                      | Nominiert |
| Golden Reel Award              | 1993 | Bester Tonschnitt – episodisches Fernsehen – Effekte & Geräusche          |                                        | Mace Matiosian       | Gewonnen  |
| Hugo Award                     | 1988 | Beste dramatische Darbietung                                              | Der Mächtige / Mission Farpoint        |                      | Nominiert |
| Hugo Award                     | 1993 | Beste dramatische Darbietung                                              | Das zweite Leben                       |                      | Gewonnen  |
| Hugo Award                     | 1995 | Beste dramatische Darbietung                                              | Gestern, heute, morgen – Teile 1 und 2 |                      | Gewonnen  |
| IGN Summer Movie Award         | 2012 | Beste Fernseh-Blu-ray                                                     | Staffel 1                              |                      | Nominiert |
| Peabody Award                  | 1988 |                                                                           | Der große Abschied                     |                      | Gewonnen  |
| Saturn Award                   | 1990 | Beste Network-Fernsehserie                                                |                                        |                      | Gewonnen  |
| Saturn Award                   | 1991 | Beste Network-Fernsehserie                                                |                                        |                      | Gewonnen  |
| Saturn Award                   | 1992 | Beste Network-Fernsehserie                                                |                                        |                      | Nominiert |
| Saturn Award                   | 1993 | Beste Network-Fernsehserie                                                |                                        |                      | Nominiert |
| Saturn Award                   | 1994 | Beste Network-Fernsehserie                                                |                                        |                      | Nominiert |
| Saturn Award                   | 1995 | Beste Network-Fernsehserie                                                |                                        |                      | Nominiert |
| Saturn Award                   | 2003 | Beste Fernseh-DVD-Veröffentlichung                                        | Staffeln 1–7                           |                      | Gewonnen  |
| Saturn Award                   | 2013 | Beste DVD-/Blu-ray-Fernsehserie                                           | Staffeln 1 und 2                       |                      | Gewonnen  |
| Saturn Award                   | 2013 | Beste Fernseh-Veröffentlichung auf DVD/Blu-ray                            | Staffeln 3, 4 und 5                    |                      | Gewonnen  |
| Screen Actors Guild Award      | 1995 | Beste Leistung eines männlichen Schauspielers in einer Dramaserie         |                                        | Patrick Stewart      | Nominiert |
| Q Award                        | 1992 | Beste Qualitäts-Dramaserie                                                |                                        |                      | Nominiert |
| Q Award                        | 1993 | Specialty Player                                                          |                                        | John de Lancie       | Nominiert |
| Q Award                        | 1993 | Bester Schauspieler in einer Qualitäts-Dramaserie                         |                                        | Patrick Stewart      | Nominiert |
| Q Award                        | 1994 | Bester Nebendarsteller in einer Qualitäts-Dramaserie                      |                                        | Brent Spiner         | Nominiert |
| Q Award                        | 1994 | Bester Schauspieler in einer Qualitäts-Dramaserie                         |                                        | Patrick Stewart      | Nominiert |
| Writers Guild of America Award | 1990 | Episodisches Drama                                                        | Wem gehört Data?                       | Melinda M. Snodgrass | Nominiert |
| Young Artist Award             | 1988 | Bester junger Schauspieler in einer Fernseh-Dramaserie                    |                                        | Wil Wheaton          | Nominiert |
| Young Artist Award             | 1989 | Beste syndizierte Familiendrama- oder Comedyserie                         |                                        |                      | Gewonnen  |
| Young Artist Award             | 1989 | Bester junger Schauspieler in einer syndizierten Familiensendung          |                                        | Wil Wheaton          | Gewonnen  |
| Young Artist Award             | 1990 | Beste Familienserie außerhalb der Primetime                               |                                        |                      | Nominiert |
| Young Artist Award             | 1990 | Bester junger Schauspieler in einer Familienserie außerhalb der Primetime |                                        | Wil Wheaton          | Nominiert |
| Young Artist Award             | 1995 | Beste Leistung eines Jugendschauspielers – Fernseh-Gaststar               |                                        | Gabriel Damon        | Nominiert |
| Young Artist Award             | 1995 | Beste Leistung einer Jugendschauspielerin – Fernseh-Gaststar              |                                        | Kimberly Cullum      | Nominiert |

## Star Trek: Deep Space Nine

### Primetime Emmy Awards
| Jahr | Kategorie                                                    | Episode                           | Person          | Resultat  |
| ---- | ------------------------------------------------------------ | --------------------------------- | --------------- | --------- |
| 1993 | Beste Einzelleistung in Frisur für eine Serie                | Chula – Das Spiel                 |                 | Nominiert |
| 1993 | Beste Einzelleistung in künstlerische Leitung für eine Serie | Der Abgesandte                    |                 | Nominiert |
| 1993 | Beste Einzelleistung in Make-up für eine Serie               | Tosk, der Gejagte                 |                 | Gewonnen  |
| 1993 | Beste Einzelleistung in Titelmelodie                         |                                   | Dennis McCarthy | Gewonnen  |
| 1993 | Beste Einzelleistung in Tonschnitt für eine Dramaserie       | Der Abgesandte (Teil 2)           |                 | Nominiert |
| 1993 | Beste Einzelleistung in Tonschnitt für eine Serie            | Der Abgesandte (Teil 2)           |                 | Nominiert |
| 1993 | Beste Einzelleistung in visuelle Spezialeffekte              | Der Abgesandte                    |                 | Gewonnen  |
| 1994 | Beste Einzelleistung in Make-up für eine Serie               | Profit oder Partner!              |                 | Nominiert |
| 1994 | Beste Frisur für eine Serie                                  | Das Harvester-Desaster            |                 | Nominiert |
| 1995 | Beste Einzelleistung in Frisur für eine Serie                | Der geheimnisvolle Garak – Teil 1 |                 | Nominiert |
| 1995 | Beste Einzelleistung in Make-up für eine Serie               | Ferne Stimmen                     |                 | Gewonnen  |
| 1995 | Beste Einzelleistung in visuelle Spezialeffekte              | Der Plan des Dominion             |                 | Nominiert |
| 1996 | Beste Einzelleistung in Frisur für eine Serie                | Unser Mann Bashir                 |                 | Nominiert |
| 1996 | Beste Einzelleistung in Kostümgestaltung für eine Serie      | Die Muse                          | Robert Blackman | Nominiert |
| 1996 | Beste Einzelleistung in Make-up für eine Serie               | Der Besuch                        |                 | Nominiert |
| 1996 | Beste Einzelleistung in Musikkomposition für eine Serie      | Unser Mann Bashir                 | Jay Chattaway   | Nominiert |
| 1996 | Beste Einzelleistung in visuelle Spezialeffekte              | Der Weg des Kriegers              |                 | Nominiert |
| 1997 | Beste Frisur für eine Serie                                  | Immer die Last mit den Tribbles   |                 | Nominiert |
| 1997 | Beste Kamera für eine Serie                                  | Die Apokalypse droht              | Jonathan West   | Nominiert |
| 1997 | Beste künstlerische Leitung für eine Serie                   | Immer die Last mit den Tribbles   |                 | Nominiert |
| 1997 | Beste Spezialeffekte für eine Serie                          | Immer die Last mit den Tribbles   |                 | Nominiert |
| 1997 | Bestes Make-up für eine Serie                                | Die Apokalypse droht              |                 | Nominiert |
| 1998 | Beste Frisur für eine Serie                                  | Jenseits der Sterne               |                 | Nominiert |
| 1998 | Beste Kostümgestaltung für eine Serie                        | Jenseits der Sterne               | Robert Blackman | Nominiert |
| 1998 | Beste künstlerische Leitung für eine Serie                   | Jenseits der Sterne               |                 | Nominiert |
| 1998 | Beste musikalische Leitung                                   | Auf seine Art                     | Jay Chattaway   | Nominiert |
| 1998 | Beste Spezialeffekte für eine Serie                          | Das winzige Raumschiff            |                 | Nominiert |
| 1998 | Bestes Make-up für eine Serie                                | Wer trauert um Morn?              |                 | Nominiert |
| 1999 | Beste Frisur für eine Serie                                  | Badda-Bing, Badda-Bang            |                 | Nominiert |
| 1999 | Beste künstlerische Leitung für eine Serie                   | Die verlorene Tochter             |                 | Nominiert |
| 1999 | Beste Spezialeffekte für eine Serie                          | Das, was du zurücklässt           |                 | Nominiert |
| 1999 | Bestes Make-up für eine Serie                                | In den Wirren des Krieges         |                 | Nominiert |

### Andere Preise
| Preis                                 | Jahr | Kategorie                                                          | Episode                         | Person                         | Resultat  |
| ------------------------------------- | ---- | ------------------------------------------------------------------ | ------------------------------- | ------------------------------ | --------- |
| ASC Award                             | 1995 | Beste Kamera in einer regelmäßigen Serie                           | Die andere Seite                |                                | Nominiert |
| ASCAP Award                           | 1996 | Beste Fernsehserie                                                 |                                 | Jay Chattaway, Dennis McCarthy | Gewonnen  |
| ASCAP Award                           | 1997 | Beste Fernsehserie                                                 |                                 | Jay Chattaway, Dennis McCarthy | Gewonnen  |
| ASCAP Award                           | 1998 | Beste Fernsehserie                                                 |                                 | Jay Chattaway, Dennis McCarthy | Gewonnen  |
| Excellence in Production Design Award | 1997 | Fernsehserie                                                       |                                 |                                | Gewonnen  |
| Golden Reel Award                     | 1993 | Bester Tonschnitt (ADR)                                            | Tosk, der Gejagte               |                                | Gewonnen  |
| Golden Reel Award                     | 1993 | Bester Tonschnitt (Dialog)                                         | Tosk, der Gejagte               |                                | Nominiert |
| Golden Reel Award                     | 1994 | Bester Tonschnitt (Fernsehepisode, ADR, Dialog)                    | Der Plan des Dominion           |                                | Nominiert |
| Golden Reel Award                     | 1995 | Bester Tonschnitt (ADR)                                            | Der Visionär                    |                                | Nominiert |
| Golden Reel Award                     | 1995 | Bester Tonschnitt (Dialog)                                         | Der Weg des Kriegers            |                                | Nominiert |
| Golden Satellite Award                | 2004 | Beste DVD-Veröffentlichung (Fernsehserien)                         |                                 |                                | Nominiert |
| Hugo Award                            | 1996 | Beste dramatische Leistung                                         | Der Besuch                      |                                | Nominiert |
| Hugo Award                            | 1997 | Beste dramatische Leistung                                         | Immer die Last mit den Tribbles |                                | Nominiert |
| NAACP Image Award                     | 1996 | Bester Hauptdarsteller in einer Dramaserie                         |                                 | Avery Brooks                   | Nominiert |
| NAACP Image Award                     | 1997 | Bester Hauptdarsteller in einer Dramaserie                         |                                 | Avery Brooks                   | Nominiert |
| Monitor Award                         | 1998 | Elektronische visuelle Effekte                                     | Zu den Waffen!                  |                                | Gewonnen  |
| Saturn Award                          | 1993 | Beste Genre-Fernsehserie                                           |                                 |                                | Nominiert |
| Saturn Award                          | 1996 | Beste Genre-Fernsehserie                                           |                                 |                                | Nominiert |
| Saturn Award                          | 1997 | Bester TV-Hauptdarsteller                                          |                                 | Avery Brooks                   | Nominiert |
| Saturn Award                          | 1997 | Beste Syndication-/Kabel-Fernsehserie                              |                                 |                                | Nominiert |
| Saturn Award                          | 1998 | Beste Syndication-/Kabel-Fernsehserie                              |                                 |                                | Nominiert |
| Saturn Award                          | 1999 | Beste Syndication-/Kabel-Fernsehserie                              |                                 |                                | Nominiert |
| Saturn Award                          | 2000 | Beste Syndication-/Kabel-Fernsehserie                              |                                 |                                | Nominiert |
| Saturn Award                          | 2004 | Beste DVD-Veröffentlichung (Fernsehen)                             |                                 |                                | Nominiert |
| Universe Reader’s Choice Award        | 1995 | Beste Nebendarstellerin in einer Genre-Fernsehserie                |                                 | Nana Visitor                   | Gewonnen  |
| Young Artist Award                    | 1996 | Beste Leistung eines Jungschauspielers – Drama-Fernsehserie        |                                 | Cirroc Lofton                  | Nominiert |
| Young Artist Award                    | 1996 | Beste Leistung eines Jungschauspielers – Fernsehseriengastrolle    |                                 | Richard Jackson                | Nominiert |
| YoungStar Award                       | 1997 | Beste Leistung eines Jungschauspielers in einer Drama-Fernsehserie |                                 | Cirroc Lofton                  | Nominiert |

## Star Trek: Raumschiff Voyager

### Primetime Emmy Awards
| Jahr | Kategorie                                               | Episode                    | Person           | Resultat  |
| ---- | ------------------------------------------------------- | -------------------------- | ---------------- | --------- |
| 1995 | Beste Einzelleistung in Titelmusik                      |                            | Jerry Goldsmith  | Gewonnen  |
| 1995 | Beste Einzelleistung in Grafikdesign und Titelsequenzen |                            |                  | Nominiert |
| 1995 | Beste Einzelleistung in Make-up für eine Serie          | Von Angesicht zu Angesicht |                  | Nominiert |
| 1995 | Beste Einzelleistung in visuellen Spezialeffekten       | Der Fürsorger              |                  | Gewonnen  |
| 1995 | Beste Einzelleistung in Kostümgestaltung für eine Serie |                            | Robert Blackman  | Nominiert |
| 1995 | Beste Einzelleistung in Frisur für eine Serie           |                            |                  | Nominiert |
| 1995 | Beste Einzelleistung in Musikkomposition für eine Serie |                            | Jay Chattaway    | Nominiert |
| 1995 | Beste Einzelleistung in Musikkomposition für eine Serie | Helden und Dämonen         | Jay Chattaway    | Nominiert |
| 1995 | Beste Einzelleistung in Kamera für eine Serie           | Helden und Dämonen         | Marvin Rush      | Nominiert |
| 1996 | Beste Frisur für eine Serie                             | Rätselhafte Visionen       |                  | Nominiert |
| 1996 | Bestes Make-up für eine Serie                           | Die Schwelle               | Michael Westmore | Gewonnen  |
| 1997 | Bestes Kostümdesign für eine Serie                      | Das Wurmloch               | Robert Blackman  | Nominiert |
| 1997 | Beste Frisur für eine Serie                             | Das Wagnis                 |                  | Gewonnen  |
| 1997 | Beste Tonmischung für eine Dramaserie                   | Vor dem Ende der Zukunft   |                  | Nominiert |
| 1998 | Beste Frisur für eine Serie                             | Das Tötungsspiel           |                  | Nominiert |
| 1998 | Beste visuelle Spezialeffekte für eine Serie            | Ein Jahr Hölle, Teil 2     |                  | Nominiert |
| 1999 | Beste visuelle Spezialeffekte für eine Serie            | Das ungewisse Dunkel       |                  | Gewonnen  |
| 1999 | Beste visuelle Spezialeffekte für eine Serie            | Dreißig Tage               |                  | Nominiert |
| 1999 | Beste visuelle Spezialeffekte für eine Serie            | Temporale Paradoxie        |                  | Nominiert |
| 2000 | Beste Kostüme für eine Serie                            | Die Muse                   |                  | Nominiert |
| 2000 | Beste Frisur für eine Serie                             | Die Zähne des Drachen      |                  | Nominiert |
| 2000 | Bestes Make-up für eine Serie                           | Asche zu Asche             |                  | Nominiert |
| 2000 | Beste Musikkomposition für eine Serie                   | Das Geistervolk            | Jay Chattaway    | Nominiert |
| 2000 | Bester Tonschnitt für eine Serie                        | Equinox, Teil 2            |                  | Nominiert |
| 2000 | Beste visuelle Spezialeffekte für eine Serie            | Rettungsanker              |                  | Nominiert |
| 2000 | Beste visuelle Spezialeffekte für eine Serie            | Der Spuk auf Deck Zwölf    |                  | Nominiert |
| 2001 | Beste Kostüme für eine Serie                            | Zersplittert               |                  | Nominiert |
| 2001 | Beste Frisur für eine Serie                             | Die Prophezeiung           |                  | Nominiert |
| 2001 | Bestes Make-up für eine Serie                           | Die Leere                  |                  | Nominiert |
| 2001 | Beste Musikkomposition für eine Serie                   | Endspiel                   | Jay Chattaway    | Gewonnen  |
| 2001 | Beste Musikkomposition für eine Serie                   | Die Arbeiterschaft         | Dennis McCarthy  | Nominiert |
| 2001 | Beste Musikkomposition für eine Serie                   | Endspiel, Teil 2           |                  | Nominiert |
| 2001 | Beste visuelle Spezialeffekte für eine Serie            | Endspiel                   |                  | Gewonnen  |
| 2001 | Beste visuelle Spezialeffekte für eine Serie            | Die Arbeiterschaft         |                  | Nominiert |

### Andere Preise
| Preis                                 | Jahr | Kategorie                                                           | Episode                  | Person          | Resultat  |
| ------------------------------------- | ---- | ------------------------------------------------------------------- | ------------------------ | --------------- | --------- |
| ALMA Award                            | 1998 | Beste Schauspielerin in einer Dramaserie                            |                          | Roxann Dawson   | Nominiert |
| ALMA Award                            | 1998 | Beste Einzelleistung in einer Fernsehserie in einer Crossover-Rolle |                          | Robert Beltran  | Nominiert |
| ALMA Award                            | 1999 | Beste Schauspielerin in einer Dramaserie                            |                          | Roxann Dawson   | Nominiert |
| ALMA Award                            | 1999 | Beste Einzelleistung in einer Fernsehserie in einer Crossover-Rolle |                          | Robert Beltran  | Nominiert |
| ALMA Award                            | 2000 | Beste Schauspielerin in einer Dramaserie                            |                          | Roxann Dawson   | Nominiert |
| Excellence in Production Design Award | 1998 | Excellence in Production Design                                     |                          |                 | Nominiert |
| Excellence in Production Design Award | 1999 | Excellence in Production Design                                     |                          |                 | Nominiert |
| Excellence in Production Design Award | 2000 | Excellence in Production Design                                     |                          |                 | Nominiert |
| Excellence in Production Design Award | 2001 | Excellence in Production Design                                     |                          |                 | Nominiert |
| ASCAP Award                           | 1999 | Top-Fernsehserie                                                    |                          |                 | Gewonnen  |
| ASCAP Award                           | 2000 | Top-Fernsehserie                                                    |                          |                 | Gewonnen  |
| ASCAP Award                           | 2001 | Top-Fernsehserie                                                    |                          |                 | Gewonnen  |
| C.A.S. Award                          | 1998 | Beste Leistung in Tonmischung für eine Fernsehserie                 | Vor dem Ende der Zukunft |                 | Nominiert |
| C.A.S. Award                          | 2000 | Beste Leistung in Tonmischung für eine Fernsehserie                 | Equinox                  |                 | Nominiert |
| C.A.S. Award                          | 2001 | Beste Leistung in Tonmischung für eine Fernsehserie                 | Unimatrix Zero           |                 | Nominiert |
| Golden Satellite Award                | 1998 | Beste Schauspielerin in einer Dramaserie                            |                          | Kate Mulgrew    | Gewonnen  |
| Golden Satellite Award                | 1999 | Beste Schauspielerin in einer Dramaserie                            |                          | Jeri Ryan       | Gewonnen  |
| Imagen Award                          | 1998 | Beste Primetime-Fernsehserie                                        |                          |                 |           |
| International Monitor Award           | 1999 | Filmbasierte Fernsehserie – Elektronische visuelle Effekte          | Dreißig Tage             |                 | Gewonnen  |
| Saturn Award                          | 2002 | Beste Fernseh-DVD-Veröffentlichung                                  |                          |                 | Nominiert |
| Saturn Award                          | 1998 | Beste Schauspielerin im Fernsehen                                   |                          | Kate Mulgrew    | Gewonnen  |
| Saturn Award                          | 1998 | Beste Schauspielerin im Fernsehen                                   |                          | Jeri Ryan       | Nominiert |
| Saturn Award                          | 1998 | Beste Network-Fernsehserie                                          |                          |                 | Nominiert |
| Saturn Award                          | 1999 | Beste Schauspielerin im Fernsehen                                   |                          | Kate Mulgrew    | Nominiert |
| Saturn Award                          | 1999 | Beste Schauspielerin im Fernsehen                                   |                          | Jeri Ryan       | Nominiert |
| Saturn Award                          | 1999 | Beste Network-Fernsehserie                                          |                          |                 | Nominiert |
| Saturn Award                          | 2000 | Beste Schauspielerin im Fernsehen                                   |                          | Kate Mulgrew    | Nominiert |
| Saturn Award                          | 2000 | Beste Nebenschauspielerin im Fernsehen                              |                          | Jeri Ryan       | Nominiert |
| Saturn Award                          | 2000 | Bester Nebenschauspieler im Fernsehen                               |                          | Robert Picardo  | Nominiert |
| Saturn Award                          | 2001 | Beste Schauspielerin im Fernsehen                                   |                          | Kate Mulgrew    | Nominiert |
| Saturn Award                          | 2001 | Beste Nebenschauspielerin im Fernsehen                              |                          | Jeri Ryan       | Gewonnen  |
| Saturn Award                          | 2001 | Beste Network-Fernsehserie                                          |                          |                 | Nominiert |
| NCLR Bravo Award                      | 1996 | Beste Schauspielerin in einer Dramaserie                            |                          | Roxann Dawson   | Nominiert |
| NCLR Bravo Award                      | 1996 | Bester Fernsehschauspieler in einer Crossover-Rolle                 |                          | Robert Beltran  | Nominiert |
| Nosotros Golden Eagle Award           | 1997 | Bester Schauspieler in einer Fernsehserie                           |                          | Robert Beltran  | Gewonnen  |
| Young Artist Award                    | 1999 | Beste junge Nebenschauspielerin in einer Fernseh-Dramaserie         |                          | Scarlett Pomers | Gewonnen  |

## Star Trek: Enterprise

### Primetime Emmy Awards
| Jahr | Kategorie                                                                                 | Preisträger         | Episode                       | Resultat  |
| ---- | ----------------------------------------------------------------------------------------- | ------------------- | ----------------------------- | --------- |
| 2002 | Beste Frisur für eine Serie                                                               |                     | Zwei Tage auf Risa            | Gewonnen  |
| 2002 | Bestes Make-up für eine Serie (prosthetisch)                                              |                     | Aufbruch ins Unbekannte       | Nominiert |
| 2002 | Bester Tonschnitt für eine Serie                                                          |                     | Aufbruch ins Unbekannte       | Nominiert |
| 2002 | Beste visuelle Spezialeffekte für eine Serie                                              |                     | Aufbruch ins Unbekannte       | Gewonnen  |
| 2002 | Beste visuelle Spezialeffekte für eine Serie                                              |                     | Das Eis bricht                | Nominiert |
| 2003 | Bestes Make-up für eine Serie (prosthetisch)                                              |                     | Canamar                       | Nominiert |
| 2003 | Beste Musikkomposition für eine Serie (Dramatischer Underscore)                           | Dennis McCarthy     | Die Ausdehnung                | Nominiert |
| 2003 | Beste visuelle Spezialeffekte für eine Serie                                              |                     | Übergang                      | Nominiert |
| 2003 | Beste visuelle Spezialeffekte für eine Serie                                              |                     | Todesstation                  | Nominiert |
| 2003 | Beste visuelle Spezialeffekte für eine Serie                                              |                     | Die Ausdehnung                | Nominiert |
| 2004 | Beste Musikkomposition für eine Serie (Dramatischer Underscore)                           | Velton Ray Bunch    | Ebenbild                      | Gewonnen  |
| 2004 | Bestes prosthetisches Make-up für eine Serie, Miniserie, einen Spielfilm oder ein Special | Michael Westmore    | Stunde Null                   | Nominiert |
| 2004 | Beste visuelle Spezialeffekte für eine Serie                                              |                     | Countdown                     | Gewonnen  |
| 2004 | Beste visuelle Spezialeffekte für eine Serie                                              |                     | Der Rat                       | Nominiert |
| 2005 | Beste Frisur für eine Serie                                                               |                     | Die dunkle Seite des Spiegels | Nominiert |
| 2005 | Bestes prosthetisches Make-up für eine Serie, Miniserie, einen Spielfilm oder ein Special |                     | Vereinigt                     | Nominiert |
| 2005 | Beste Stunt-Koordination                                                                  | Vince Deadrick jun. | Borderland, Cold Station 12   | Nominiert |

### Andere Preise
| Preis              | Jahr | Kategorie                                                                                             | Episode                   | Person          | Resultat  |
| ------------------ | ---- | --- | ------------------------- | --------------- | --------- |
| Hugo Award         | 2003 | Beste dramatische Darbietung, Kurzform                                                                | Carbon Creek              |                 | Nominiert |
| Hugo Award         | 2003 | Beste dramatische Darbietung, Kurzform                                                                | Eine Nacht Krankenstation |                 | Nominiert |
| Saturn Award       | 2002 | Cinescape Genre Face of the Future Award (weiblich)                                                   |                           | Jolene Blalock  | Gewonnen  |
| Saturn Award       | 2002 | Beste Nebenschauspielerin in einer Fernsehserie                                                       |                           | Jolene Blalock  | Gewonnen  |
| Saturn Award       | 2002 | Bester Nebenschauspieler in einer Fernsehserie                                                        |                           | Connor Trinneer | Nominiert |
| Saturn Award       | 2002 | Bester Schauspieler in einer Fernsehserie                                                             |                           | Scott Bakula    | Nominiert |
| Saturn Award       | 2002 | Beste Network-Fernsehserie                                                                            |                           |                 | Nominiert |
| Saturn Award       | 2003 | Beste Nebenschauspielerin in einer Fernsehserie                                                       |                           | Jolene Blalock  | Nominiert |
| Saturn Award       | 2003 | Bester Nebenschauspieler in einer Fernsehserie                                                        |                           | Connor Trinneer | Nominiert |
| Saturn Award       | 2003 | Bester Schauspieler in einer Fernsehserie                                                             |                           | Scott Bakula    | Nominiert |
| Saturn Award       | 2003 | Beste Network-Fernsehserie                                                                            |                           |                 | Nominiert |
| Saturn Award       | 2004 | Beste Nebenschauspielerin in einer Fernsehserie                                                       |                           | Jolene Blalock  | Nominiert |
| Saturn Award       | 2004 | Bester Schauspieler in einer Fernsehserie                                                             |                           | Scott Bakula    | Nominiert |
| Saturn Award       | 2004 | Beste Network-Fernsehserie                                                                            |                           |                 | Nominiert |
| Saturn Award       | 2005 | Beste Network-Fernsehserie                                                                            |                           |                 | Nominiert |
| Saturn Award       | 2006 | Beste Fernseh-DVD-Veröffentlichung                                                                    |                           |                 | Nominiert |
| Curt-Siodmak-Preis | 2005 | Beste Science-Fiction-Serie                                                                           |                           |                 | Gewonnen  |
| Curt-Siodmak-Preis | 2006 | Beste Science-Fiction-Serie                                                                           |                           |                 | Gewonnen  |
| VES Award          | 2003 | Beste Modelle und Miniaturen in einem im Fernsehen ausgestrahlten Programm, Musikvideo oder Werbespot | Todesstation              |                 | Gewonnen  |
| VES Award          | 2003 | Beste visuelle Effekte in einer Fernsehserie                                                          | Die Schockwelle           |                 | Nominiert |
| VES Award          | 2005 | Beste visuelle Effekte in einer Fernsehserie                                                          | Sturmfront, Teil 2        |                 | Gewonnen  |
| VES Award          | 2005 | Beste Umgebung in einer live ausgestrahlten Sendung                                                   | Sturmfront, Teil 2        |                 | Nominiert |

## Star Trek: Discovery
| Preis                         | Jahr | Kategorie                                                  | Episode     | Person               | Resultat  |
| ----------------------------- | ---- | ---------------------------------------------------------- | ----------- | -------------------- | --------- |
| Saturn Award                  | 2018 | Bester Schauspieler im Fernsehen                           |             | Jason Isaacs         | Nominiert |
| Saturn Award                  | 2018 | Beste Schauspielerin im Fernsehen                          |             | Sonequa Martin-Green | Gewonnen  |
| Saturn Award                  | 2018 | Bester Nebendarsteller im Fernsehen                        |             | Doug Jones           | Nominiert |
| Saturn Award                  | 2018 | Beste Gastschauspieler-Performance in einer Fernsehserie   |             | Michelle Yeoh        | Nominiert |
| Saturn Award                  | 2018 | Beste Neue-Medien-Fernsehserie                             |             |                      | Gewonnen  |
| Costume Designers Guild Award | 2018 | Beste Science-Fiction-/Fantasy-Fernsehserie                |             | Gersha Phillips      | Nominiert |
| Empire Award                  | 2018 | Bester Schauspieler in einer Fernsehserie                  |             | Jason Isaacs         | Gewonnen  |
| GLAAD Media Award             | 2018 | Beste Dramaserie                                           |             |                      | Nominiert |
| Hugo Award                    | 2018 | Beste dramatische Darbietung, Kurzform                     | T=Mudd²     |                      | Nominiert |
| VES Award                     | 2018 | Beste visuelle Effekte in einer photorealistischen Episode | Leuchtfeuer |                      | Nominiert |
| VES Award                     | 2018 | Bestes Compositing in einer photorealistischen Episode     |             |                      | Nominiert |

## Star Trek: Short Treks

### Primetime Emmy Awards
| Jahr | Kategorie                                     | Person                                                                                     | Resultat  |
| ---- | --------------------------------------------- | ------------------------------------------------------------------------------------------ | --------- |
| 2020 | Outstanding Short Form Comedy Or Drama Series | Alex Kurtzman, Heather Kadin, Olatunde Osunsanmi, Frank Siracusa, John Weber, Aaron Baiers | Nominiert |

### Andere Preise
| Preis                         | Jahr | Kategorie                                   | Episode                 | Person                        | Resultat  |
| ----------------------------- | ---- | ------------------------------------------- | ----------------------- | ----------------------------- | --------- |
| Golden Reel Awards            | 2019 | Broadcast Media: Short Form Music / Musical | The Brightest Star      |                               | Gewonnen  |
| Costume Designers Guild Award | 2019 | Excellence in Short Film Design             | The Brightest Star      | Michelle Yeoh/Gersha Phillips | Nominiert |
| Golden Reel Awards            | 2020 | Live Action Under 35:00                     | The Trouble with Edward |                               | Nominiert |

## Star Trek: Lower Decks
| Preis      | Jahr | Kategorie                      | Episode | Resultat  |
| ---------- | ---- | ------------------------------ | ------- | --------- |
| Hugo Award | 2022 | Beste dramatische Präsentation | wej Duj | Nominiert |